# Kentarō Sonoura
Kentarō Sonoura (薗浦 健太郎, Sonoura Kentarō), né le 3 juin 1972, est un homme politique japonais membre du Parti libéral-démocrate du Japon (PLD). 

## Biographie
Sonōra travaille comme journaliste au Yomiuri shinbun, puis comme assistant de Tarō Asō.
Il est élu depuis 2005 à la Chambre des représentants, la chambre basse de la Diète du Japon.
En décembre 2022, lors de son cinquième mandat, Sonōra démissionne du parlement à la suite d'un scandale financier qui a révélé qu'il avait dissimulé des fonds réunis par ses soutiens politiques pour un montant de 46.000.000 de yens. Le 27 décembre 2022, il est condamné à une amende d'un million de yens et à trois ans  inéligibilité par un tribunal de Tokyo.